# 가미나리몬

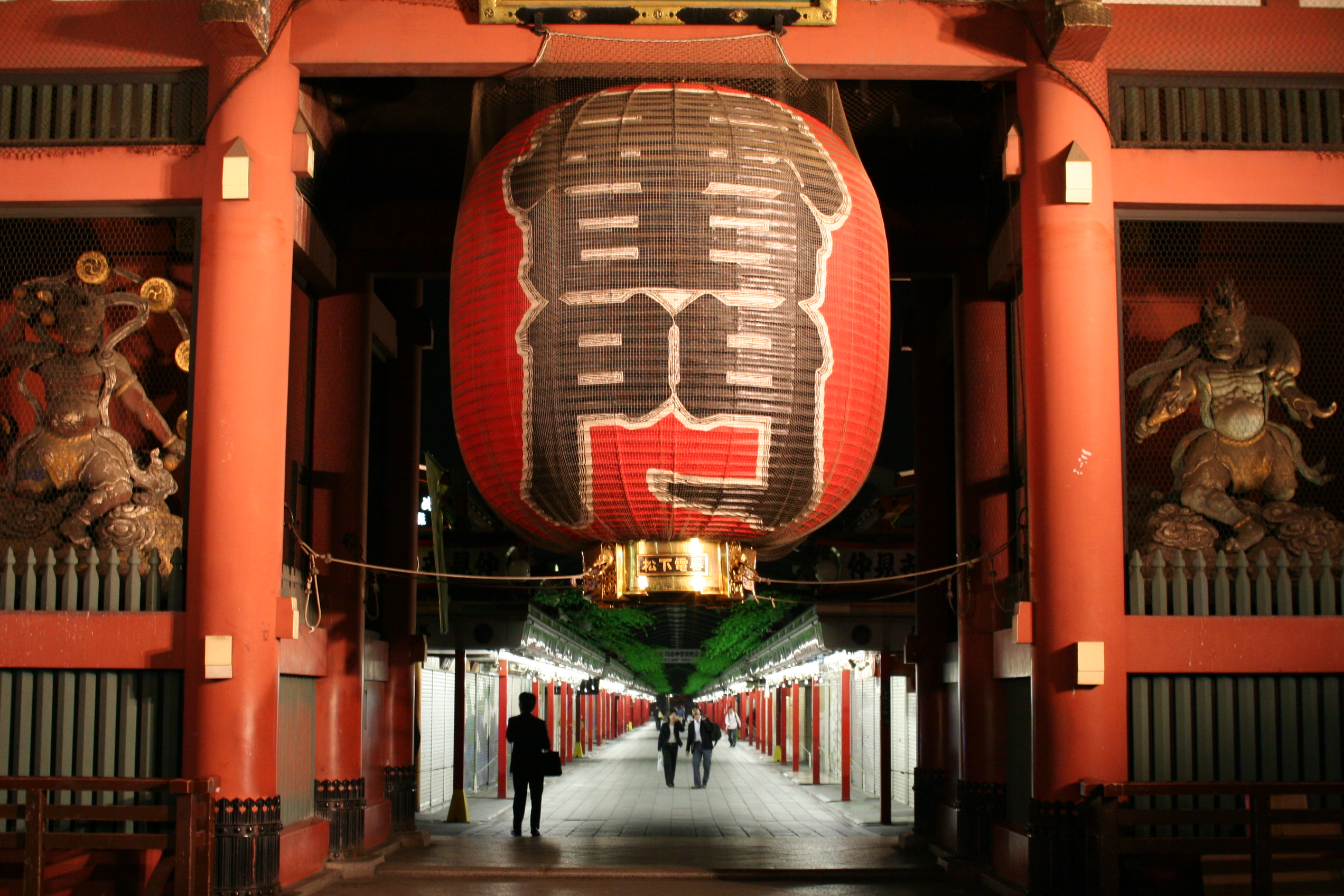
가미나리몬

가미나리몬(일본어: 雷門)은 일본 도쿄 센소지의 대문으로, 다이토구 아사쿠사 1초메 2번지~3번지에 위치해 있다. 정식 명칭은 후라이진몬(일본어: 風雷神門, ふうらいじんもん)으로, '가미나리몬'이라 쓰여진 정문 글씨의 반대쪽 면에 '후라이진몬'이란 글씨가 새겨져 있다.  원래의 가미나리몬은 1865년 화재로 소실되었고, 현재의 문은 1960년에 철근 콘크리트로 재건한 것이다.
주홍색으로 칠해진 대문으로, 내부의 왼편에는 뇌신 (雷神), 오른편에는 풍신 (風神)이 자리잡고 있다. 또 중앙에는 2020년에 제작한 제등이 달려 있으며 직경 3.3m, 높이 3.9m, 무게 700kg에 달한다. 가미나리몬은 아사쿠사의 랜드마크일 뿐만 아니라 도쿄와 일본을 상징하는 명소로서, 외국인용 관광 팜플렛이나 기념품 등에 널리 쓰인다.

## 역사

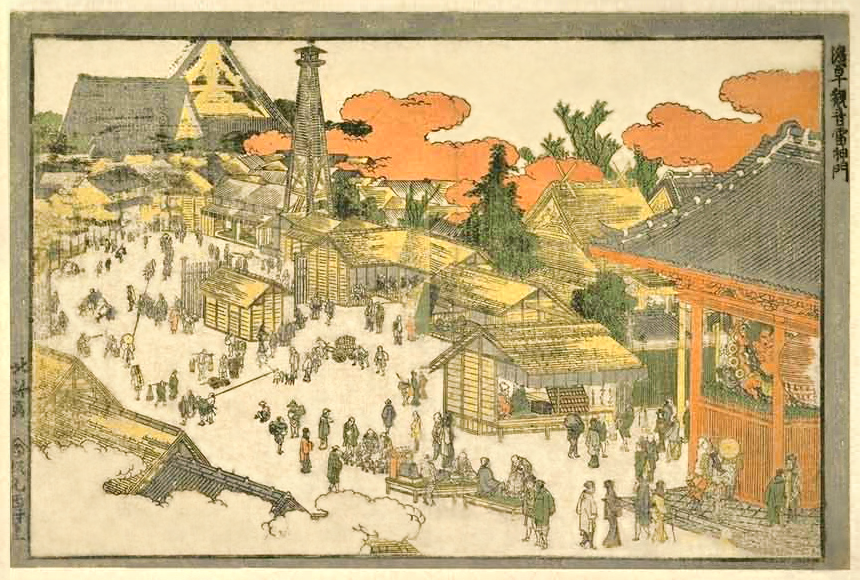
가쓰시카 호쿠사이의 《아사쿠사 관음뇌신문》 (浅草観音雷神門)

가미나리몬은 에도시대의 센류 (정형시)에 처음 언급된다. "바람의 신은 / 가미나리몬에서 / 얹혀 사누나" (風の神雷門に居候)라는 싯구가 바로 그것이다. 그러나 그 이전에 정확히 어느 시점부터 가미나리몬으로 불려 왔는지는 불분명한 영역으로 남아 있다. 센소지 교화부에서는 가미나리몬에 큰 제등이 처음 매달린 해가 1795년 (간세이 5년)이라고 공식적으로 밝히고 있으며, 이후 에도시대에 제작된 여러 우키요에에 가미나리몬이라 적힌 연등이 등장하는 것으로 보아 일본 전역에 널리 알려진 것으로 보인다. 가미나리몬은 화재로 종종 소실되어 에도 시대에만 두 번씩이나 재건됐다. 그러다 1866년 (게이오 원년) 12월 14일에 화재가 또 발생하여 소실된 것을 계기로 약 100년여간 잠시 자취를 감췄다.
원본은 소실되었지만 메이지 시대부터 태평양 전쟁 직후까지 수많은 형태의 가미나리몬이 일시적으로 세워졌는데, 모두 박람회 개최나 전승기념일, 기타 개장식 등의 행사에서 가설 형태로 세워진 것이다. 그 자재는 철골이나 콘크리트를 쓴 것도 있었으며 규모도 그때마다 달랐다. 1904년 러일 전쟁이 끝난 직후에는 일종의 개선문으로서 가미나리몬이 세워지기도 했다. 또 비록 가미나리몬이 모습을 감췄음에도 지역명으로는 여전히 쓰이기도 하였는데 1924년 이 일대 지역을 '아사쿠사가미나리몬'(浅草雷門)으로 부르게 되었는가 하면, 1931년 개업한 도부 철도의 철도역은 '아사쿠사 가미나리몬역'(浅草雷門駅)으로 칭해지기도 했다. 인근을 주행하는 시영 궤도전차도 '가미나리몬'이란 전차 정거장을 두고 있었다고 전해진다.
1960년 5월 3일 철근 콘크리트 구조로 복원되어 다시 모습을 드러냈으며, 10년마다 대대적인 보수공사가 이뤄지며 지금에 이른다. 당시 재건비용은 마쓰시타 전기산업 (현 파나소닉)의 창업자 마쓰시타 고노스케가 기부하였다. 마쓰시타와 친분이 있어 신경통 쾌유를 빌던 센소지의 시미즈다니 규쥰 (清水谷恭順) 주지스님이 1958년 상경해 있던 마쓰시타에게 복원을 의뢰, 이듬해 1959년부터 공사에 들어간 것이 계기였다. 처음으로 달린 제등 역시 마쓰시타가 봉납하였으며 이후에도 새롭게 단장을 거치고 있다.
내부에 세워진 풍신, 뇌신상은 에도 시대에 만들어졌다가 화재로 불타서 겨우 남게 된 두상을 메이지 시대 들어 동체를 제작해 연결한 것이다.

## 제등
- (위) 가미나리몬 등불의 앞모습
- (중앙) 접힌 상태의 등불
- (아래) 바닥면은 목각으로 만들어져 있다.

가미나리몬의 중앙부에 내걸린 등불은 아사쿠사의 상징으로 여겨진다.
연등이 처음 내걸린 것은 상술한 것처럼 1795년으로 거슬러 올라가며 가미나리몬의 지붕장들이 봉납했다고 전해진다. 다만 당시에 쓰여진 글자는 지금과 다른 것으로 추정되는데, 그 증거로 우타가와 히로시게의 우키요에 작품 《아사쿠사 가미나리몬 앞》 (浅草雷門前)에서는 등불에 쓰인 글씨가 '신바시' (志ん橋)로 적혀 있다. 1865년 화재로 소실된 이후 1960년에 복원될 당시에는 '가미나리몬' (雷門)이라 적힌 등불이 봉납되어 지금의 모습을 이루고 있다.
등불의 크기는 2000년대 이후 기준으로 높이 3.9m, 직경 3.3m, 무게 약 700kg이다. 본체는 일본 교토부 가메오카시에서 생산된 대나무를 골조로 삼고 후쿠이현산 닥나무 종이 약 300매를 붙여 만들었다. 등불의 상하부에는 금속제 장식테두리가 달려 있으며, 아래쪽 테두리 정면에는 '마쓰시타 전기' (松下電器)라 적힌 금세공 명판도 함께 달려 있다. 마쓰시타전기는 2008년 파나소닉으로 회사명을 바꾸었으나 2020년 아래쪽 명판은 그대로 '마쓰시타전기'로 표기하되, 뒷쪽 기증 명판에는 '현 파나소닉 주식회사' (現 パナソニック株式会社)로 바뀌게 되었다. 바닥 장식의 용 조각은 에도 시대의 등불에도 있던 것이다.
1971년부터 교토시 시모교구에 위치한 '다카하시 제등' (高橋提燈)이란 업체에서 제작을 맡고 있으며 약 10년 주기로 새로 제작되고 있다. 제작 후 배송 시에는 대형 특수트럭을 이용하되, 등불의 규모가 워낙 커서 고속도로 톨게이트를 통과할 수 없는 관계로 일반 국도를 이용해 이틀에 걸쳐 도쿄까지 수송하는 것으로 알려져 있다.
- 2003년 - 네번째 등불. 에도 천도 400년을 기념해 새로 만들었다. 기존의 등불은 무게가 약 670kg에 달했던 것에서 조금 더 규모가 커지게 되었다.
- 2013년 - 다섯번째 등불.[10][11]
- 2020年 - 여섯번째 등불. 지난해 날씨로 등불의 상태가 예상보다 일찍 노후화된 것과 더불어 2020년 도쿄 올림픽을 기념하는 의미에서 좀 더 일찍 제작됐다.[9][7][12] 금속 장식부분을 처음으로 새로 만들었다.[12] 봉납식은 코로나19 유행으로 취소됐다.[12]

매년 5월 산자마쓰리가 열릴 때에는 등불을 들어올려 접힌 상태로 둔다. 태풍이 다가오거나 강풍의 우려가 있을 시에도 파손을 방지하기 위해 접힌 상태로 둔다.

## 같이 보기
- 아사쿠사
- 센소지